# Intelcystiscus
Intelcystiscus là một chi ốc biển cỡ nhỏ, là động vật thân mềm chân bụng sống ở biển trong họ Cystiscidae.

## Các loài
Các loài thuộc chi Intelcystiscus bao gồm:
- Intelcystiscus coyi Espinosa & Ortea, 2002[2]
- Intelcystiscus gordonmoorei Ortea & Espinosa, 2001 - loài điển hình
- Intelcystiscus yemayae Espinosa & Ortea, 2003[3]